# Autorengemeinschaft Wort
Die Autorengemeinschaft Wort e.V. Freiberg (AG WORT e.V. Freiberg) war eine Vereinigung von Belletristik-Autoren mit Sitz in Freiberg.

## Ziele und Aufgaben
Das Wirken des Vereins zielte auf die Förderung und Pflege anspruchsvollen literarischen Schaffens und dessen öffentliche Verbreitung im deutschsprachigen Literaturraum. Ein besonderer Schwerpunkt war die Förderung von Nachwuchsautoren.
Neben regelmäßigen offenen Autorentreffen wurden Lesungen, Workshops, Schreib-Exkursionen, Kreativwerkstätten und Beratungen für Schreibende organisiert. Den Mitgliedern standen verschiedene Veröffentlichungsmöglichkeiten sowie ständig aktualisierte Informationen zu literarischen Wettbewerben, Ausschreibungen und Weiterbildungsveranstaltungen zur Verfügung.
Von 1998 bis 2011 gab die AG WORT e.V. Freiberg die Zeitschrift für Gegenwartsliteratur Freiberger Lesehefte (ISSN 1433-7967) heraus.

## Geschichte
Der Verein ging zurück auf den am 28. Oktober 1974 vom Archivar der TU Bergakademie Freiberg, Karl-Fritz Zillmann, gegründeten Literaturklub der Bergakademie Freiberg (Träger: FDJ-Hochschulleitung der Bergakademie Freiberg). 1977 wurde der Literaturklub in Zirkel Schreibender Studenten und Werktätiger an der Bergakademie Freiberg umbenannt. Die künstlerische Leitung übernahm der Mittweidaer Schriftsteller Peter Löw. Von der politischen Wende in der DDR (1989) an bis 1995 existierte der Zirkel als freie Autorengruppe ohne Träger und Leiter. 1992 benannte sich die Gruppe um in Literaturwerkstatt "Die Pforte". 1995 übernahm der Freiberger Autor und Verleger Peter Segler die Leitung der Literaturwerkstatt "Die Pforte" und führte sie als künstlerische Arbeitsgemeinschaft in den Verein der Amateurkünstler der TU Bergakademie Freiberg e.V. Aufgrund von Umstrukturierungen (Ausgliederung der Kulturbereiche) innerhalb der TU Bergakademie Freiberg wechselte 1997 erneut der Träger. Die Autorengruppe wurde nun als AG Wort im Bergakademischen Studentenklub "Das Füllort" e.V. geführt.
Im Jahr 2000 schließlich gliederte sich die Gruppe aus dem Bergakademischen Studentenklub aus und gründete am 6. Dezember 2000 die Schriftsteller-Vereinigung Autorengemeinschaft WORT e.V. Freiberg als gemeinnützigen Verein (Vorsitzender: Peter Segler). Am 1. Februar 2012 wurde der Verein wieder aufgelöst.

## Künstlerische Leiter
- 1974 bis 1977: Karl Fritz Zillmann (Archivar an der Bergakademie Freiberg)
- 1977 bis 1989: Peter Löw (freischaffender Schriftsteller)
- 1989 bis 1995: ohne Leitung
- 1995 bis 2012: Peter Segler (Autor, Verleger, Herausgeber)

## Veröffentlichungen
- Ansichten; Grafik-Lyrik-Mappe (Gedichte, Kurzgeschichten und Grafiken) anlässlich des 40. Jahrestages der DDR, Herausgeber: Rat des Kreises Freiberg, Freiberg, 1989
- Auf silbernen Flügeln, Anthologie (Hrsg.), Peter-Segler-Verlag, Freiberg, 1995, ISBN 3-931445-64-X
- Gedichte und Kurzgeschichten aus Mittelsachsen – Literaturpreis 2005 Anthologie, AG WORT e.V., Freiberg, 2006
- Zeitschrift für Gegenwartsliteratur Freiberger Lesehefte (ISSN 1433-7967) 1998 bis 2011